# Campionato asiatico maschile di pallamano
Il Campionato asiatico maschile di pallamano è la principale competizione asiatica di pallamano maschile e si svolge ogni due anni. È valido anche come torneo di qualificazione per i Giochi olimpici e per il campionato mondiale.

## Albo d'oro
| Anno          | Ospitante           |               | Finale    | Finale        | Finale         |             | Finale terzo e quarto posto | Finale terzo e quarto posto | Finale terzo e quarto posto |
| Anno          | Ospitante           | Vincitore     | Risultato | 2º posto      | 3º posto       | Risultato   | 4º posto                    |                             |                             |
| 1977 Dettagli | Madinat al-Kuwait   | Giappone      | 24 - 14   | Corea del Sud | Cina           | 38 - 16     | Kuwait                      |                             |                             |
| 1979 Dettagli | Nanchino            | Giappone      |           | Cina          | Kuwait         |             | Palestina                   |                             |                             |
| 1983 Dettagli | Seul                | Corea del Sud | 25 - 19   | Giappone      | Kuwait         | 31 - 21     | Bahrein                     |                             |                             |
| 1987 Dettagli | Amman               | Corea del Sud |           | Giappone      | Kuwait         |             | Cina                        |                             |                             |
| 1989 Dettagli | Pechino             | Corea del Sud |           | Giappone      | Kuwait         |             | Cina                        |                             |                             |
| 1991 Dettagli | Hiroshima           | Corea del Sud | 27 - 23   | Giappone      | Cina           | 29 - 14     | Qatar                       |                             |                             |
| 1993 Dettagli | Manama              | Corea del Sud | 26 - 22   | Kuwait        | Giappone       |             | Arabia Saudita              |                             |                             |
| 1995 Dettagli | Madinat al-Kuwait   | Kuwait        |           | Corea del Sud | Bahrein        |             | Giappone                    |                             |                             |
| 2000 Dettagli | Kumamoto            | Corea del Sud |           | Cina          | Giappone       |             | Taipei cinese               |                             |                             |
| 2002 Dettagli | Isfahan             | Kuwait        | 29 - 25   | Qatar         | Arabia Saudita | 38 - 33     | Corea del Sud               |                             |                             |
| 2004 Dettagli | Doha                | Kuwait        | 28 - 24   | Giappone      | Qatar          | 27 - 26     | Bahrein                     |                             |                             |
| 2006 Dettagli | Bangkok             | Kuwait        | 33 - 30   | Corea del Sud | Qatar          | 21 - 20     | Iran                        |                             |                             |
| 2008 Dettagli | Isfahan             | Corea del Sud | 27 - 21   | Kuwait        | Arabia Saudita | 24 - 23     | Iran                        |                             |                             |
| 2010 Dettagli | Beirut              | Corea del Sud | 32 - 25   | Bahrein       | Giappone       | 33 - 30 dts | Arabia Saudita              |                             |                             |
| 2012 Dettagli | Gedda               | Corea del Sud | 23 - 22   | Qatar         | Arabia Saudita | 25 - 21     | Giappone                    |                             |                             |
| 2014 Dettagli | Manama              | Qatar         | 27 - 26   | Bahrein       | Iran           | 29 - 23     | Emirati Arabi Uniti         |                             |                             |
| 2016 Dettagli | Manama              | Qatar         | 27 - 22   | Bahrein       | Giappone       | 25 - 16     | Arabia Saudita              |                             |                             |
| 2018 Dettagli | Suwon               | Qatar         | 33 - 31   | Bahrein       | Corea del Sud  | 29 - 21     | Arabia Saudita              |                             |                             |
| 2020 Dettagli | Al Kuwait           | Qatar         | 33 - 21   | Corea del Sud | Giappone       | 27 - 26     | Bahrein                     |                             |                             |
| 2022 Dettagli | Dammam/ Qatif       | Qatar         | 29 - 24   | Bahrein       | Arabia Saudita | 26 - 23     | Iran                        |                             |                             |
| 2024 Dettagli | Manama/Madinat 'Isa | Qatar         | 30 - 24   | Giappone      | Bahrein        | 26 - 17     | Kuwait                      |                             |                             |

## Medagliere
| Pos. | Paese          | Oro | Argento | Bronzo | Totale |
| ---- | -------------- | --- | ------- | ------ | ------ |
| 1    | Corea del Sud  | 9   | 4       | 1      | 14     |
| 2    | Qatar          | 6   | 2       | 2      | 10     |
| 3    | Kuwait         | 4   | 2       | 4      | 10     |
| 4    | Giappone       | 2   | 6       | 5      | 13     |
| 5    | Bahrein        | 0   | 5       | 2      | 6      |
| 6    | Cina           | 0   | 2       | 2      | 4      |
| 7    | Arabia Saudita | 0   | 0       | 4      | 3      |
| 8    | Iran           | 0   | 0       | 1      | 1      |